# Liste der Kulturdenkmäler in Frankfurt-Nieder-Erlenbach
In der Liste der Kulturdenkmäler in Frankfurt-Nieder-Erlenbach sind alle Kulturdenkmäler im Sinne des Hessischen Denkmalschutzgesetzes in Frankfurt-Nieder-Erlenbach, einem Stadtteil von Frankfurt am Main aufgelistet.
Grundlage ist die Denkmaltopographie aus dem Jahre 1994, die zuletzt 2000 durch einen Nachtragsband ergänzt wurde.

## Kulturdenkmäler in Nieder-Erlenbach
| Bild                             | Bezeichnung                                               | Lage                                                                          | Beschreibung | Bauzeit             | Daten      |
| -------------------------------- | --------------------------------------------------------- | ----------------------------------------------------------------------------- | --- | ------------------- | ---------- |
| Bild gesucht BW                  | Gesamtanlage 115 (Historischer Ortskern Nieder-Erlenbach) | Lage                                                                          | |                     | 167884 DDB |
| weitere Bilder                   | Untermühle                                                | Alt-Erlenbach 15 Lage                                                         | Barockes Mühlengebäude aus Fachwerk auf Feldsteinsockel | 1732, Stall um 1834 | 155163 DDB |
| Alt Erlenbach 16                 | Wohnhaus                                                  | Alt Erlenbach 16 LageFlur: 1, Flurstück: 226/1                                | Wohnhaus des 19. Jahrhunderts | 19. Jahrhundert     |            |
| Alt Erlenbach 18                 | Barockes Fachwerkhaus                                     | Alt Erlenbach 18 LageFlur: 1, Flurstück: 224                                  | Barockes Fachwerkhaus des 18. Jahrhunderts | 18. Jahrhundert     | 155165 DDB |
| Ehemalige Schule                 | Ehemalige Schule                                          | Alt Erlenbach 18a Lage                                                        | Klassizistisches Schulgebäude | um 1820             |            |
| weitere Bilder                   | Barockes Fachwerkhaus                                     | Alt Erlenbach 20 Lage                                                         | Barockes Fachwerkhaus (verputzt) mit Nebengebäuden | 18. Jahrhundert     |            |
| Alt Erlenbach 22                 | Barockes Fachwerkhaus                                     | Alt Erlenbach 22 Lage                                                         | Barockes Fachwerkhaus mit Holzverschindelung, einem Anbau von 1942 und Tordurchfahrt | 1760                |            |
| Alt Erlenbach 24                 | Ehemaliges von Hundheim’sches Freigut                     | Alt Erlenbach 24 Lage                                                         | Barocke Hofreite. Wohnhaus um 1760, Wirtschaftsgebäude in Fachwerk von 1766, Feldsteinscheune und Stall aus 1779. Das Anwesen wurde unter H.M. von Glauburg erbaut und 1818 durch das Hospital zum heiligen Geist gekauft | 18. Jahrhundert     |            |
| Alt Erlenbach 25                 | Barockes Fachwerkhaus                                     | Alt Erlenbach 25 Lage                                                         | Barockes Fachwerkhaus mit Tordurchfahrt | 1760                |            |
| Alt Erlenbach 26a                | Barockes Fachwerkhaus                                     | Alt Erlenbach 26a Lage                                                        | Barockes Fachwerkhaus mit Holzverschindelung, einem Anbau von 1942 und Tordurchfahrt | 1760                | 155171 DDB |
| Evang Pfarrhaus Nieder-Erlenbach | Ehemaliges evangelisches Pfarrhaus                        | Alt Erlenbach 27 Lage                                                         | Repräsentatives Wohnhaus. Es wurde im Auftrag des Rates der Stadt Frankfurt für den evangelischen Pfarrer gebaut. | 1748                | 155172 DDB |
| Alt Erlenbach 28a und 28         | Barockes Fachwerkhaus                                     | Alt Erlenbach 28 und 28a Lage                                                 | Barockes Fachwerkhaus mit straßenseitigen Nebengebäuden. An der Rückseite besteht ein Neubau | 18. Jahrhundert     |            |
| weitere Bilder                   | Hofreite                                                  | Alt Erlenbach 29 Lage                                                         | Barockes repräsentative Hofreite. Fachwerkhaus von 1638/1728 und Wirtschaftsgebäude an einem Hof. Typische Tordurchfahrt | 1628                | 155174 DDB |
| Alt Erlenbach 30                 | Barockes Fachwerkhaus                                     | Alt Erlenbach 30 Lage                                                         | Barockes Fachwerkhaus hinter Verkleidung mit massivem Nebengebäude aus dem 19. Jahrhundert | 18. Jahrhundert     |            |
| Wohnhaus                         | Wohnhaus                                                  | Alt Erlenbach 31 Lage                                                         | Repräsentatives Wohnhaus im Stil der Renaissance, rückwärtig angegliederte Hofreite mit landwirtschaftlichen Gebäuden der gleichen Zeit | um 1900             |            |
| Wohnhaus                         | Wohnhaus                                                  | Alt Erlenbach 32 Lage                                                         | Wohnhaus im Stil der Neurenaissance mit Nebengebäuden und Remise | ca. 1906            |            |
| Barockes Fachwerkhaus            | Barockes Fachwerkhaus                                     | Alt Erlenbach 34 Lage                                                         | Barockes Fachwerkhaus mit Holzverschindelung | 18. Jahrhundert     |            |
| Hofreite                         | Hofreite                                                  | Alt Erlenbach 40 Lage                                                         | Hofreite aus einem barocken Fachwerkhaus und einer Scheune | 18. Jahrhundert     |            |
| Rathaus                          | Rathaus                                                   | Alt Erlenbach 42 Lage                                                         | Klassizistisches Verwaltungsgebäude | um 1840             | 155180 DDB |
| Obere Burggasse 1                | Barockes Fachwerkhaus                                     | Obere Burggasse 1 Lage                                                        | Barockes Fachwerkhaus mit Holzverschindelung, einem Anbau von 1942 und Tordurchfahrt | 1760                |            |
| weitere Bilder                   | Fachwerkhaus Obere Burggasse 2                            | Obere Burggasse 2 und 2a LageFlur: 1, Flurstück: 271                          | Barockes Fachwerkhaus des 18. Jahrhunderts unter Verputz mit Nebengebäuden des 19. Jahrhunderts | 18. Jahrhundert     |            |
| Obere Burggasse 4                | Fachwerkhaus Obere Burggasse 4                            | Obere Burggasse 4 LageFlur: 1, Flurstück: 269                                 | Hofreite aus barockem Fachwerkhaus von 1688 unter Verputz, Toranlage und geräumiger Fachwerkscheune | 1688                | 155184 DDB |
| weitere Bilder                   | Wohnanlage Obere Burggasse 6-14b                          | Obere Burggasse 6-14b LageFlur: 1, Flurstück: 266, 268/1                      | Wohnanlage, ehemalige Hofreite des 19. Jahrhunderts | 19. Jahrhundert     |            |
| weitere Bilder                   | Herrenhaus Untere Burggasse 1                             | Untere Burggasse 1 LageFlur: 1, Flurstück: 2215/1, 256, 257, 265/5            | Barockes Herrenhaus der Familie von Glauburg von ca. 1701 in einem durch Mauer und Wassergraben begrenzten Park. Heute Anna-Schmidt-Schule | 1701                |            |
| Untere Burggasse 2               | Fachwerkhaus Untere Burggasse 2                           | Untere Burggasse 2 LageFlur: 1, Flurstück: 263/1                              | Barockes Fachwerkhaus des 18. Jahrhunderts | 18. Jahrhundert     |            |
| Untere Burggasse 4               | Fachwerkhaus Untere Burggasse 4                           | Untere Burggasse 4 LageFlur: 1, Flurstück: 260                                | Im Kern barockes Fachwerkhaus des 18. Jahrhunderts | 18. Jahrhundert     |            |
| Untere Burggasse 6               | Wohnhaus Untere Burggasse 6                               | Untere Burggasse 6 LageFlur: 1, Flurstück: 259                                | Wohnhaus des 19. Jahrhunderts | 19. Jahrhundert     |            |
| Lersner’sches Schloss            | Lersner’sches Schloss                                     | Zur Charlottenburg 3 LageFlur: 1, Flurstück: 251/1                            | Lersner’sches Schloss und Charlottenburg. Hofgut von 1768 mit Veränderungen von 1893. Barockes Herrenhaus (Lersner’sches Schloss) zwischen klassizistischen Wohn- und Wirtschaftsgebäuden (Charlottenburg) von 1840 um einen Hof. Park in englischem Stil. Das Hofgut blieb bis 1953 im Besitz der Familie Lersner und wurde dann an den Landwirt Willy Wörner verkauft. | 1768                | 155192 DDB |
| weitere Bilder                   | Fachwerkhaus Zur Charlottenburg 5                         | Zur Charlottenburg 5 LageFlur: 1, Flurstück: 235                              | Barockes Fachwerkhaus des 18. Jahrhunderts hinter Zierfassade mit gedrehten und ornamentierten Eckstielen | 18. Jahrhundert     |            |
| Zur Charlottenburg 6             | Fachwerkhaus Zur Charlottenburg 6                         | Zur Charlottenburg 6 LageFlur: 1, Flurstück: 233/1                            | Barockes Fachwerkhaus des 18. Jahrhunderts mit Erweiterungen des 19. Jahrhunderts. Scheune 1738 | 18. Jahrhundert     |            |
| Zur Charlottenburg 7             | Fachwerkhaus Zur Charlottenburg 7                         | Zur Charlottenburg 7 LageFlur: 1, Flurstück: 236/1                            | Im Kern barockes Fachwerkhaus des 18. Jahrhunderts unter Verputz mit Veränderungen des 20. Jahrhunderts | 18. Jahrhundert     |            |
| Zur Charlottenburg 9             | Hofreite Zur Charlottenburg 9 und 9a                      | Zur Charlottenburg 9 und 9a LageFlur: 1, Flurstück: 238                       | Hofreite aus repräsentativem barocken Fachwerkhaus des 18. Jahrhunderts (zum Teil verschiefert) und Wirtschaftsgebäude. Rückwärtig Neubau | 18. Jahrhundert     |            |
| Zur Charlottenburg 10            | Fachwerkhaus Zur Charlottenburg 10                        | Zur Charlottenburg 10 (=Enggasse 2) LageFlur: 1, Flurstück: 233/2, 234, 247/1 | Barockes Fachwerkhaus von 1715 unter Verputz mit Inschrift und ehemaliger Scheune neben Neubau. | 1715                |            |
| Zur Charlottenburg 11/11a        | Fachwerkhaus Zur Charlottenburg 11/11a                    | Zur Charlottenburg 11/11a LageFlur: 1, Flurstück: 240/2                       | Barockes Fachwerkhaus des 18. Jahrhunderts, benachbart Neubau | 18. Jahrhundert     |            |

## Kulturdenkmäler auf dem Friedhof von Nieder-Erlenbach
Der Ergänzungsband von Volker Rödel zur Denkmaltopographie, "Die Frankfurter Stadtteilfriedhöfe" nennt zwei Grabmale auf dem Alten Friedhof von Nieder-Erlenbach, die ebenfalls unter Denkmalschutz stehen.
| Bild           | Bezeichnung                        | Lage                           | Beschreibung | Bauzeit | Daten |
| -------------- | ---------------------------------- | ------------------------------ | --- | ------- | ----- |
| Lersner-Gruft  | Gruft der Familie von Lersner      | Friedhof Nieder-Erlenbach Lage | Gruft der Familie von Lersner, Eingangsbauwerk zu den Gräbern, Grundriss griechisches Kreuz, sparsame gotische Formen, Erstbelegung 1847. | 1817    |       |
| weitere Bilder | Gräberfeld der Familie von Lersner | Friedhof Nieder-Erlenbach Lage | 6 Granitstelen in der Anmutung natürlicher Felsen                                                                                         |         |       |

## Ehemalige Kulturdenkmäler
| Bild             | Bezeichnung | Lage                  | Beschreibung                                                                   | Bauzeit | Daten |
| ---------------- | ----------- | --------------------- | ------------------------------------------------------------------------------ | ------- | ----- |
| Zur Obermühle 10 | Grundschule | Zur Obermühle 10 Lage | Verputzter zweistufiger Zweckbau. Sgraffito an der Giebelwand. 2012 abgerissen | 1954    |       |